# Andhra Pradesh Federation of Trade Unions

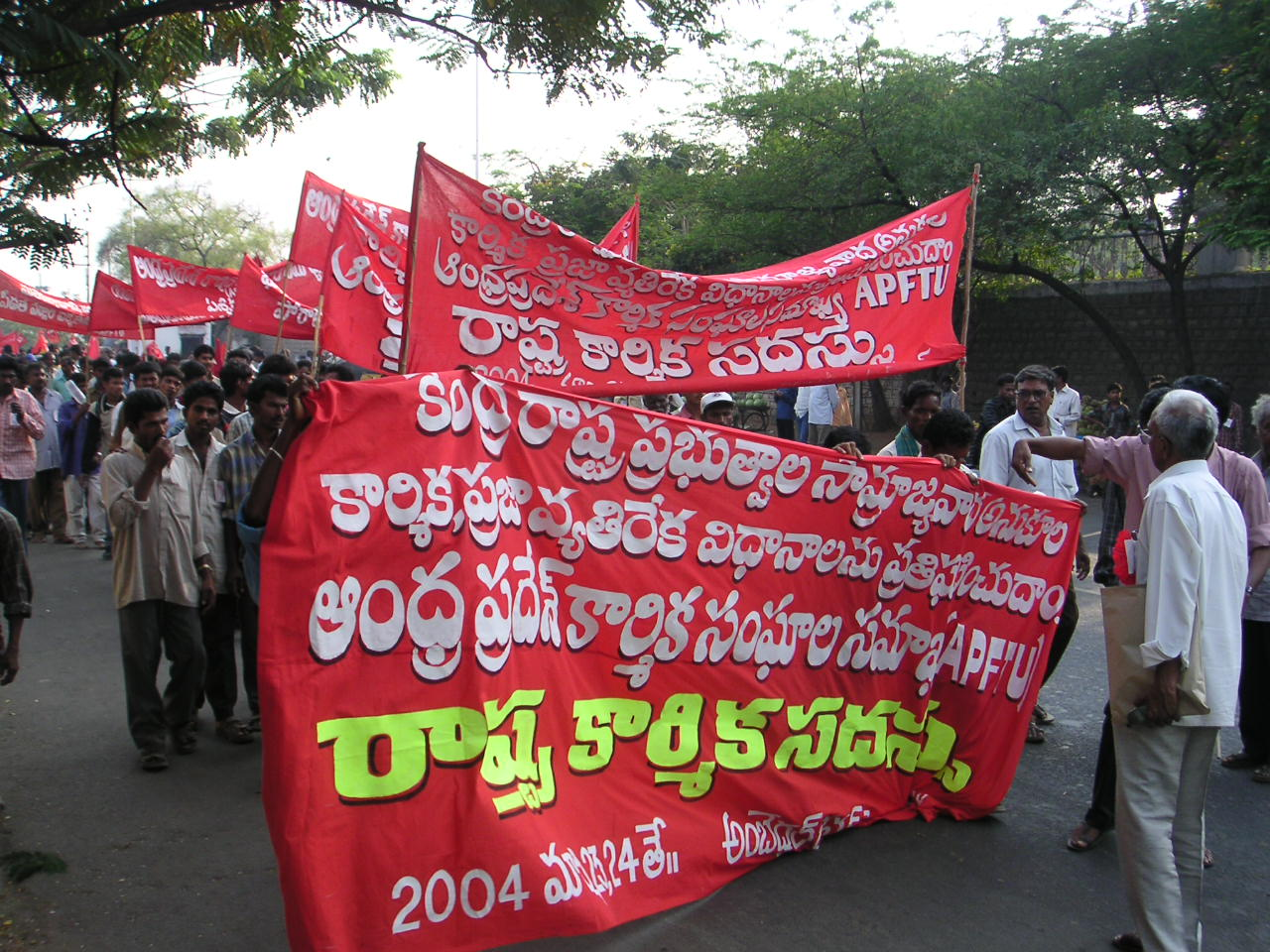
Facklig demonstration i Hyderabad

Andhra Pradesh Federation of Trade Unions ("Andhra Pradeshs fackliga centralorganisation"), facklig organisation i den indiska delstaten Andhra Pradesh, närstående Communist Party of India (Marxist-Leninist). Organisationen höll sin första konferens 23-24 mars 2004 i Hyderabad.
APFTU ger ut tidskriften Kaarmika Shakthi (Arbetarmakt). I andra delstater organiserar sig CPI(ML):s kadrer i andra fackliga organisationer.